# Беличенко, Сергей Андреевич
Серге́й Андре́евич Беличе́нко (род. 16 марта 1947, Новосибирск) — российский джазовый барабанщик, продюсер, публицист, общественный деятель, один из первопроходцев сибирского джаза, участник многих ансамблей и фестивалей, основатель радиостанции Ermatell и лейбла Ermatell Records.

## Биография
Окончил музыкальную школу по классу скрипки, ударные инструменты осваивал самостоятельно. В 1971 году стал выпускником Новосибирского медицинского института, после чего работал в НИИ туберкулёза. Музыкальную деятельность Сергей Андреевич начал в 1962 году, но известность пришла к нему во второй половине 1960-х: с 1965 по 1968 год он играл в ансамбле Владимира Виттиха, ныне — самарского учёного и музыканта. В тот же период Беличенко организовал несколько фестивалей, которые состоялись в 1965 (первый джазовый фестиваль за Уралом), 1966, 1968, 1970 и 1971 годах. С 1971 по 1973 год музыкант выступает в составе созданного им ансамбля «Джамин» (название расшифровывается как «джазовые миниатюры»), а в 1975 основывает Creative Jazz Unity, также известное как «Творческое джазовое объединение Новосибирска», вновь ставшее первой подобной формацией на азиатской территории страны. Также 1970-е годы ознаменовались созданием «Нового сибирского джазового ансамбля» и «Музыкального импровизационного трио» совместно с Владимиром Толкачёвым. При этом Беличенко продолжал вести медицинскую деятельность: статьи публиковались в медицинских изданиях, а сам он в 1979—1980 годах работал старшим судовым врачом в Дальневосточном морском пароходстве. Однако вскоре после окончания службы и основания фтизиоиммунологической лаборатории медицинская карьера была окончательно вытеснена музыкальной.
В 1980-х годах Беличенко создал один из своих наиболее известных ансамблей — «Снежные дети». В 1989 году ансамбль принял участие в фестивале «Современный советский джаз», состоявшемся в Цюрихе. На одну сцену с ансамблем Беличенко вышли такие исполнители, как Сергей Курёхин, трио Вячеслава Ганелина, Азиза Мустафа-заде, Три"О" и другие.
В 1992 году он открыл первую в Сибири частную радиостанцию «Ermatell» (впоследствии аналогичное название получила звукозаписывающая компания), а через два года начал выпуск серии компакт-дисков «Джаз из Сибири». Вскоре был реанимирован проект «Снежные дети», после чего Беличенко создал несколько новых ансамблей — New Generation (с Романом Столяром, Владимиром Тимофеевым, Андреем Турыгиным и Дмитрием Аверченковым), Jazz Old Trio (с Игорем Дмитриевым) и Jazz Brothers. В 1996 году музыкант начал вести курс истории мирового джаза на кафедре Истории мировых культур Новосибирского государственного университета, а также стал заведующим отделом джаза Новосибирской государственной филармонии.
В 2004 году Сергей Беличенко защитил кандидатскую диссертацию на тему «Формирование новосибирской джазовой школы», а вскоре создал Сибирский институт джаза. В последние годы Беличенко издал несколько книг, посвящённых джазовой культуре. Для одной из них, «Синкопы на Оби», материал собирался более 25 лет. Трёхтомная «Дискография нового джаза», составленная совместно с журналистом Валерием Котельниковым, не издана, но её рукопись хранится в Королевской библиотеке в Лондоне.
В 2015 году вместе с Романом Столяром вошёл в состав «Квартета имени Курёхина».
Женат, отец троих детей. Член Союза литераторов и Союза журналистов России.

## Дискография
- Таллин-67 /в анс. В.Виттиха /1 грп Д-20843-44;
- Осенние ритмы — 83, грп 2 ,/ в анс. А.Вапирова./ С60-21537-38.
- Тбилиси-86 грп 2, Мелодия С60-25339-40 ;
- Homo Liber — Siberian Four. Leo LR 114
- Valentina Ponomareva — Fortune Teller. Leo LR −136;
- Sergey Kuryokhin — Popular Mekhanick 17, Leo LR 158;
- Тбилиси-86 гпл. Мелодия2 С60-25339-40
- Анатолий Вапиров — Линии судьбы. Мелодия С60-25565-66;
- Владимир Чекасин — Nomen Nescio. Мелодия С60-26197-98;
- Сибирский джаз, 1 С60-2771-72; Мелодия
- Сибирский джаз, 3 Мелодия
- Джаз Алма-Ата-88. С60-28673-74.
- Новокузнецк-92 CD
- Новое поколение — Двуликий Янус (Ermatell 001)
- Новое поколение — Журнал джазовой иммунологии (Ermatell 009)
- Новое поколение/Маркелловы голоса — Страсть в душе священника (Ermatell 050)
- Снежные дети — Рождественская рапсодия (с Чекасиным) (Ermatell 02)
- Снежные дети — Комментарии к Гомеру (Ermatell 004)
- Снежные дети — Цюрих 88 (Leo)
- Владимир Чекасин — Второй сибирский концерт (Ermatell 003)
- Владимир Чекасин — Этюды городского фольклора (Ermatell 005)
- Анатолий Вапиров — Забытый ритуал (Solyd 309/310)
- Игорь Дмитриев — Джазовое Старое Трио (Ermatell 007)
- Игорь Дмитриев — Шаг за шагом (Ermatell 006)
- Сибирский джаз — Антология I, в трио с Д. Ериловым (Ermatell 008)
- Давид Голощёкин — Нежно и только нежно (Ermatell 011)
- Давид Голощёкин — Опять вместе (Ermatell 033)
- Стив Блэйер — Странник из Вермонта (Ermatell 012)
- Аркадий Шилклопер — Заговор медных (Ermatell 020/Богема 8456)
- Sergey Kuryokhin — Devine Madness (Leo 814)
- Группа «Архангельск» — Dokument (Leo 803)
- Азиза Мустафа-заде — Цюрих 88 (Leo)
- Игорь Бутман — Свинг первой ночи (Ermatell 022)
- Игорь Бутман — Однажды в летний уикэнд (Ermatell 026)
- Владимир Тимофеев — Натали (Ermatell 024)
- Звезды Нью-Йорка — Адская смесь (Ermatell 033)
- Даниил Крамер — Вальс для прелестной жены (Ermatell 038)
- Анатолий Берестов — Фантазии на И. С. Баха (Helycon 9564)
- Валерий Пономарёв / Бенни Голсон — Миссия в Сибири (Ermatell 035)
- Модерн Джаз Септет — Дни Дэфолта (Dialog Music DM-80061 J27)
- Сьюзен Аллен / Роман Столяр — Триалог (Ермателль 057)
- Алексей Николаев — Нотариально заверенный блюз (Ермателль 051)
- New Generation — Dances (Ayler 067)
- Gold Years of The Soviet New Jazz, volume III. CD Leo GY 409/412
- Anna Buturlina — Love Words (Ermatell)
- Мировой сибирский джаз ансамбль — Концерт в Доме учёных (Ерматель)
- Георгий Гаранян — Коты будут довольны (Ермателль)
- Безграничный Джаз-ансамбль XXI века — Разбирая архивы (Джазософия)